# Галинарга (Бергамо)
Галинарга је насеље у Италији у округу Бергамо, региону Ломбардија.
Према процени из 2011. у насељу је живело 36 становника. Насеље се налази на надморској висини од 195 м.